# Edmund Pszczółkowski

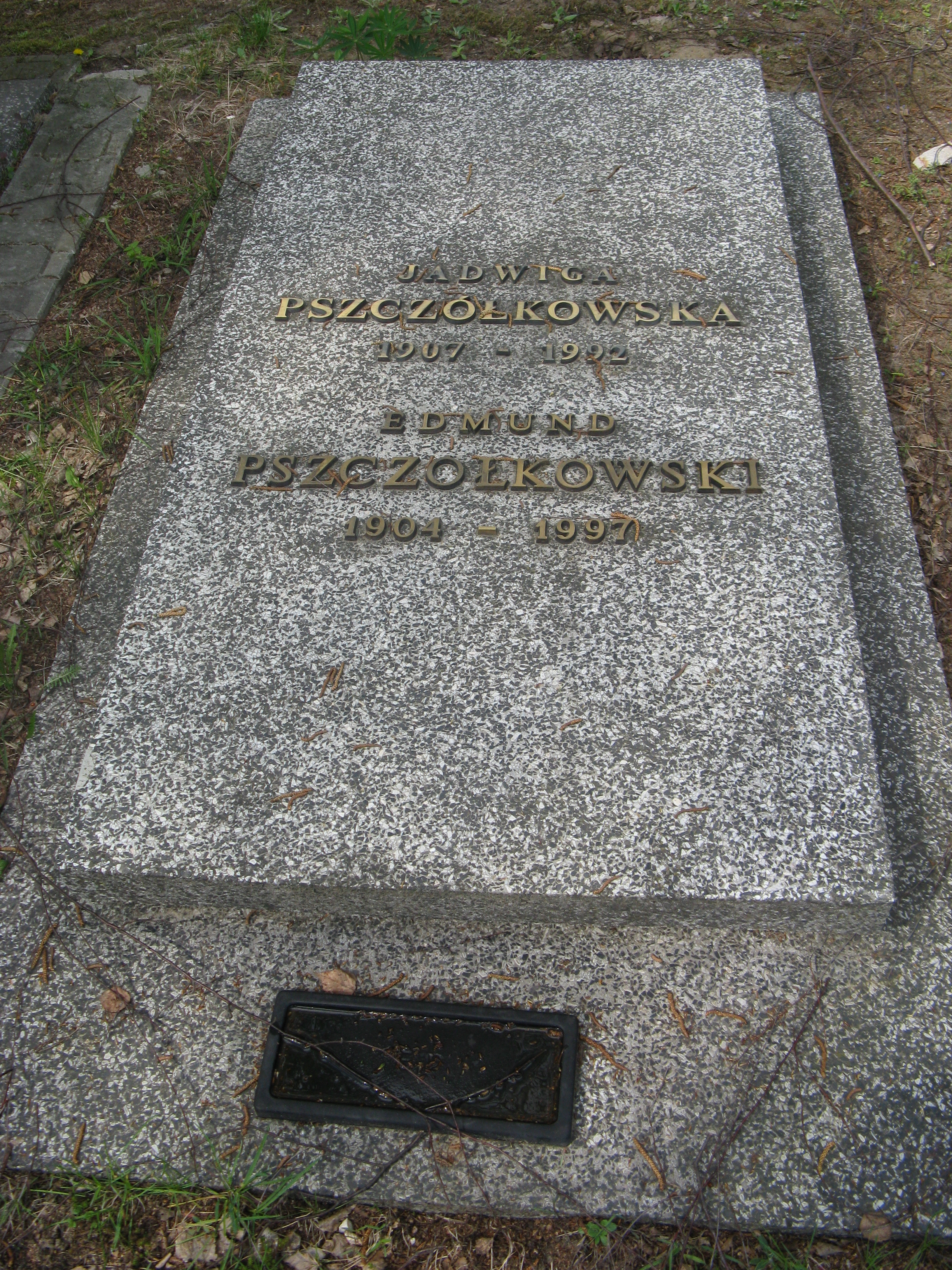
Grób Edmunda Pszczółkowskiego na Cmentarzu Komunalnym Północnym

Edmund Pszczółkowski (ur. 25 października 1904 w Warszawie, zm. 3 stycznia 1997 tamże) – polski ekonomista, generał brygady i polityk. Poseł do Krajowej Rady Narodowej, na Sejm Ustawodawczy oraz Sejm PRL I, II i III kadencji, w latach 1954–1956 minister rolnictwa, w 1956 przewodniczący Komitetu do spraw Bezpieczeństwa Publicznego przy Radzie Ministrów.

## Życiorys
Syn Józefa i Janiny. W latach 1924–1927 studiował w Szkole Głównej Handlowej w Warszawie. Od 1924 należał do Organizacji Młodzieży Towarzystwa Uniwersytetu Robotniczego, w latach 1926–1930 do Polskiej Partii Socjalistycznej, a w latach 30. do Komunistycznej Partii Polski (sekretarz komitetów dzielnicowych Radom i Pruszków-Grodzisk). W latach 1936–1939 więziony za działalność komunistyczną.
W latach 1923–1928 pracował jako urzędnik u notariusza w Warszawie, następnie do 1930 lustrator w „Społem”, do 1932 kierownik spółdzielni „Naprzód”, a do 1936 buchalter w Fabryce Kabli w Ożarowie. Po agresji III Rzeszy i ZSRR na Polskę od września 1939 przebywał we Lwowie, na terenie okupacji sowieckiej, gdzie do 1941 był buchalterem w Truście Solnym. Po ataku Niemiec na ZSRR ewakuowany, pracował w batalionach pracy w Czelabińsku, od 1943 działał w Związku Patriotów Polskich. W lipcu 1943 został oficerem bez stopnia w korpusie polityczno-wychowawczym w 1 Polskiej Dywizji Piechoty im. Tadeusza Kościuszki, uczestnik bitwy pod Lenino. Od stycznia do maja 1944 instruktor oddziału polityczno-wychowawczego w 2 Dywizji Piechoty im. Henryka Dąbrowskiego. Następnie był zastępcą dowódcy 8 Pułku Piechoty ds. polityczno-wychowawczych. Uczestnik walk pod Warką i o zajęcie Pragi we wrześniu 1944. 11 września 1944 został zastępcą dowódcy 2 Armii Wojska Polskiego ds. polityczno-wychowawczych w stopniu podpułkownika, a od kwietnia 1945 pułkownika. Brał udział w forsowaniu Nysy Łużyckiej w kwietniu 1945.
Od połowy lat 40. należał do Polskiej Partii Robotniczej, z którą w 1948 przystąpił do Polskiej Zjednoczonej Partii Robotniczej. W Komitecie Centralnym PZPR był zastępcą kierownika (1950) i kierownikiem Wydziału Rolnego (1950–1952, 1957–1963), zastępcą członka (1948–1953) i członkiem (1953–1968) KC, a także od 1953 do 1954 członkiem sekretariatu biura organizacyjnego KC.
W latach 1944–1965 pełnił mandat poselski kolejno do Krajowej Rady Narodowej (był przewodniczącym Komisji Wojskowej), na Sejm Ustawodawczy oraz na Sejm PRL I, II i III kadencji. Od 18 marca 1954 do 30 marca 1956 był ministrem rolnictwa w rządzie Józefa Cyrankiewicza. Od 30 marca 1956 do 28 listopada 1956 był przewodniczącym Komitetu do spraw Bezpieczeństwa Publicznego przy Radzie Ministrów.
W latach 1948–1950 prezes Zarządu Centrali Rolniczych Spółdzielni „Samopomoc Chłopska”. W latach 1963–1964 był ambasadorem PRL w ZSRR, następnie do 1967 w Pakistanie. W październiku 1980 awansowany do stopnia generała brygady w stanie spoczynku. Nominację wręczył mu w Belwederze przewodniczący Rady Państwa prof. Henryk Jabłoński.
Został pochowany wraz z żoną Jadwigą Pszczółkowską (1907–1992) na Cmentarzu Komunalnym Północnym na Wólce Węglowej w Warszawie. Miał dwóch synów.

## Odznaczenia (wybrane)
- Order Krzyża Grunwaldu II klasy
- Medal 40-lecia Polski Ludowej
- Medal 30-lecia Polski Ludowej
- Medal 10-lecia Polski Ludowej
- Medal im. Ludwika Waryńskiego (1986)[2]
- Odznaka „Zasłużony Działacz Ruchu Spółdzielczego” (1959)[3]
- Odznaka Kościuszkowska
- Medal „Za zwycięstwo nad Niemcami w Wielkiej Wojnie Ojczyźnianej 1941–1945” (1946)
- Pamiątkowy Medal z okazji 40. rocznicy powstania Krajowej Rady Narodowej (1983)[4]
- Odznaka honorowa „Zasłużony dla Warmii i Mazur” (1960)[5]
- Tytuł „Honorowego obywatela miasta Giżycka” (1962)[6]